# Rivière Saint-Michel
Pour les articles homonymes, voir Saint-Michel.
La rivière Saint-Michel est un cours d'eau de la municipalité de Saint-Donat, dans la municipalité régionale de comté (MRC) de Matawinie, dans la région administrative de Lanaudière, dans la province de Québec, au Canada.
La partie intermédiaire et supérieure de la vallée de la rivière Saint-Michel est desservie par le chemin du Nordet ; la partie inférieure par le chemin Régimbald et le chemin de la Rexfor. La foresterie constitue la principale activité économique ; les activités récréotouristiques, en second.
La surface de la rivière Saint-Michel (sauf les zones de rapides) est généralement gelée de la mi-décembre à la fin-mars ; la circulation sécuritaire sur la glace se fait généralement de fin décembre à début mars. Le niveau de l'eau de la rivière varie selon les saisons et les précipitations.

## Géographie
Les principaux bassins versants voisins de celui de la rivière Saint-Michel sont :
- côté nord : ruisseau Saint-Martin, lac Saint-Louis.
- côté est : lac Archambault, rivière Ouareau ;
- côté sud : rivière Bride, Lac de l'Orignal ;
- côté ouest : rivière Le Boulé.

La rivière Saint-Michel prend sa source à l'embouchure d'un petit lac non identifié (longueur : 0,17 km ; altitude : 495 m), situé dans la municipalité de Saint-Donat. À partir de sa source, la rivière Saint-Michel coule généralement vers le nord-ouest en zone forestière sur 12,9 km selon les segments suivants :
- 2,6 km vers le nord-est jusqu'au ruisseau Saint-Martin (venant du nord) ;
- 2,9 km vers le nord-est en formant une boucle vers le nord, puis vers l'est, jusqu'au chemin Nordet ;
- 2,3 km vers le sud-est, en recueillant un ruisseau (venant du nord) et en recueillant la décharge (venant du sud) d'un petit lac, jusqu’à la décharge (venant du sud-est) d'un lac ;
- 1,7 km vers le sud-est, puis vers le nord, jusqu’à la décharge (venant du nord-ouest) d'un lac ;
- 3,4 km vers le nord-est, en passant du côté sud-est du zoo, puis au nord d'un hameau en formant une boucle vers le nord, jusqu'à la confluence de la rivière Saint-Michel[3].

La rivière Saint-Michel se déverse au fond d'une petite baie (entourée de marais) sur la rive ouest du lac Archambault dans Saint-Donat. Cette baie est longue de 1,3 km jusqu'à la limite de la dernière île. La confluence de la rivière Saint-Michel est située à :
- 3,6 km au sud-ouest du centre du village de Saint-Donat ;
- 5,0 km au sud-ouest de l'embouchure du lac Archambault ;
- 10,4 km au sud-ouest de l'embouchure du lac Ouareau.

À partir de sa confluence, le courant de la rivière Saint-Michel traverse le lac Archambault vers le nord sur 5,8 km en passant du côté ouest du village de Saint-Donat ; puis descend successivement sur 6,3 km vers le sud-est jusqu'au lac Ouareau ; sur 6,9 km d'abord vers le sud-est en traversant le lac Ouareau jusqu'à la Grande Pointe, puis vers le nord jusqu'à l'embouchure du lac ; sur 83,8 km en suivant le cours de la rivière Ouareau ; sur km en suivant le cours de la rivière L'Assomption laquelle se déverse sur la rive nord-ouest du fleuve Saint-Laurent.

## Toponymie
Les toponymes Mont Saint-Michel et Rivière Saint-Michel sont liés.
Le toponyme rivière Saint-Michel a été officialisé le 5 décembre 1968.